# Super Héraclorama
 (juillet 2012).
Si vous disposez d'ouvrages ou d'articles de référence ou si vous connaissez des sites web de qualité traitant du thème abordé ici, merci de compléter l'article en donnant les références utiles à sa vérifiabilité et en les liant à la section « Notes et références ».
Le Super Héraclorama est un procédé cinématographique de projection, mise au point par Jules Hourdiaux, dans les années 1960, au cinéma le Normandie de Trappes dans les Yvelines et Le Marignan de Bruxelles, composée d'un écran courbe de 180°  produisant une impression de relief à partir d’une image en deux dimensions (2D). Avant le cinéma 3D de l’ère numérique, le Super Héraclorama était la 3D de l’ère argentique.
Pour avoir une image plus large avec une bonne résolution, avec une pellicule 35 mm, on utilise une anamorphose : l'image est comprimée dans le sens de la largeur sur la pellicule (soit à la prise de vue, soit lors du tirage) puis est décompressée à la projection. Le système le plus célèbre est le CinemaScope mis au point par Henri Chrétien ; le procédé Super Héraclorama mis au point par Jules Hourdiaux utilise aussi une anamorphose.